# Wilfried Van Moer
Wilfried Van Moer (Beveren, 1 de março de 1945 – Lovaina, 24 de agosto de 2021) foi um futebolista e treinador de futebol belga que jogou como meio-campista.

## Carreira
Conhecido como De Kleine Generaal ("O Pequeno General"), Van Moer iniciou sua carreira no Beveren, clube de sua cidade natal, em 1960. Pelos auriazuis, foram 121 jogos e 56 gols marcados. Teve, ainda, passagem destacada pelo Royal Antwerp entre 1965 e 1968.
Porém, seria com o Standard de Liège que ele viveria sua melhor fase, conquistando três campeonatos nacionais (1968-69, 1969-70 e 1970-71) e uma Copa da Liga (1975), além de ser agraciado com a Chuteira de Ouro do futebol belga em 1966, 1969 e 1970.
Deixou o Standard em 1976, jogando ainda por Beringen, Beveren e Sint-Truiden, onde deixaria os gramados em 1984, aos 39 anos.

## Seleção Belga
Pela Seleção Belga, estreou em outubro de 1966, contra a Suíça, porém não conseguiu levar a equipe à disputa da Eurocopa de 1968.
Jogou a Copa de 1970, atuando em três jogos. Foi preterido para a Eurocopa de 1972, e, prejudicado por lesões, chegou a se aposentar da seleção, voltando a defendê-la em 1979, ajudando-a a se classificar para a Eurocopa de 1980, da qual foi vice-campeão.
Em 1982, foi convocado para a Copa da Espanha, aos 37 anos - foi o único remanescente da equipe que jogou a Copa de 1970 a disputar a competição, encerrando definitivamente sua carreira internacional em seguida.

## Curta carreira como treinador
Em 1996, com a saída de Paul Van Himst, com quem atuou na Copa de 1970, Van Moer foi escolhido como treinador da Seleção Belga, treinada por ele durante 5 jogos.

## Morte
Van Moer morreu em 24 de agosto de 2021 em um hospital de Lovaina, aos 76 anos de idade, devido a uma hemorragia cerebral.